# Trichosporum rizalense
Trichosporum rizalense är en tvåhjärtbladig växtart som beskrevs av Elmer Drew Merrill. Trichosporum rizalense ingår i släktet Trichosporum och familjen Gesneriaceae. Inga underarter finns listade i Catalogue of Life.